# Мельниченко, Андрей Леонидович
Андрей Леонидович Мельниченко (род. 21 мая 1992, Кортуз, Красноярский край)  — российский лыжник. Мастер спорта России.

## Биография
Представляет Красноярский край и общество «Динамо». Тренеры — А. С. Фалеев, В. В. Бойченко.
На зимней Универсиаде 2013 года лучшим результатом стало седьмое место в гонке на 10 км. Участник молодёжного (U23) чемпионата мира 2015 года, лучший результат — 13-е место в скиатлоне.
Во взрослых соревнованиях международного уровня участвует с ноября 2010 года, когда дебютировал на Кубке Восточной Европы. В ходе сезона 2013/14 четырежды попадал в десятку на этом турнире, а в январе 2016 года одержал первую победу.
На чемпионате России года становился серебряным призёром в 2015 году в эстафете, в 2016 году в гонке на 50 км и в 2017 году в командном спринте, также выигрывал бронзовую медаль в 2017 году в гонке на 70 км.
На Кубке мира дебютировал в январе 2016 года. В сезоне 2016/17 участвовал в соревнованиях «Тур де Ски», стал 27-м в общем зачёте, на следующий сезон стал 19-м.
Принимал участие в чемпионате мира 2017 года, занял 28-е место в гонке на 50 км.
7 декабря 2019 года завоевал серебро в мужской эстафете на этапе Кубка мира в Лиллехаммере.